# Paul Riege
Paul Riege (27. dubna 1888 Lüdingworth – 13. října 1980 Buxtehude) byl německý SS-Gruppenführer a generál pořádkové policie (Ordnungspolizei, OrPo) ve třetí říši. Byl též autorem příručky pro policisty a populárně vědeckých statí o historii policie, které byly publikovány v poválečném Německu v mnoha vydáních.

## Životopis

### Před působením v Protektorátu Čechy a Morava

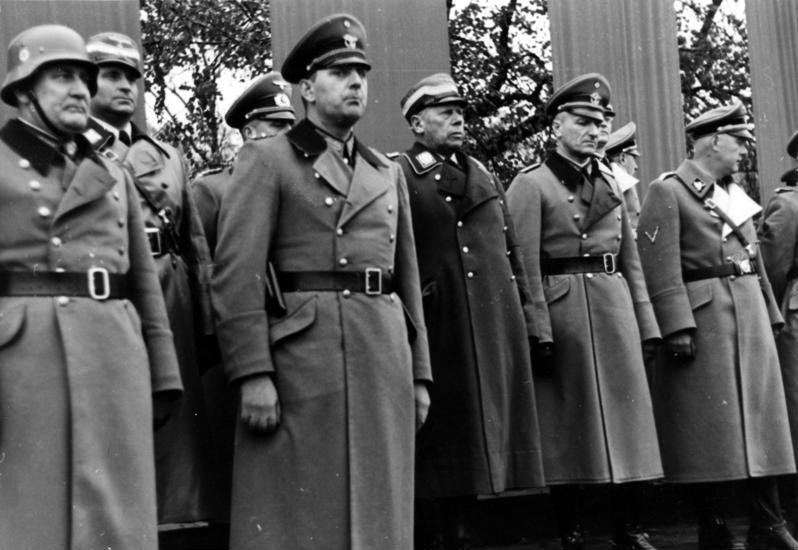
Paul Riege (druhý zprava) při policejní přehlídce v Krakově v roce 1939

Za účast v bojích první světové války (v roce 1914) byl mimo jiné vyznamenán Řádem železného kříže I. třídy. Působil u pruské policie v Berlíně, kde získal hodnost majora. Po převzetí moci nacisty vstoupil do NSDAP (NSDAP-číslo člena: 2.658.727) a později též do SS (SS-číslo člena: 323.872). Od dubna roku 1940 vykonával policejní funkce v okupovaném Norsku (v Oslo) a od října 1940 pak Polsku (v Krakově). V srpnu roku 1941 byl ustanoven velitelem pořádkové policie OrPo (Ordnungspolizei) v Protektorátu Čechy a Morava (vystřídal generálmajora Otto von Oelhafena).

### V Protektorátu Čechy a Morava

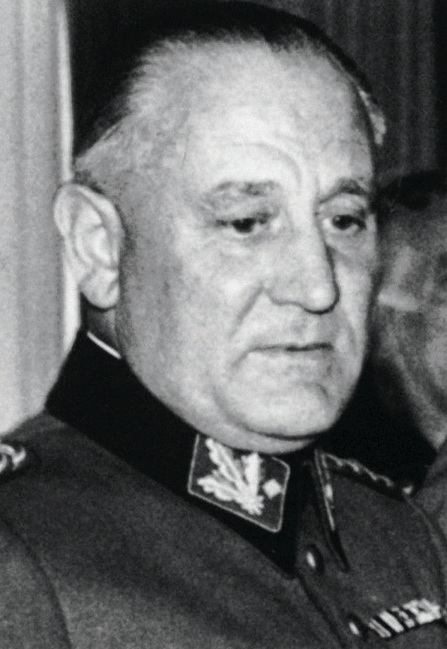
Paul Riege před rokem 1946

Služba Paula Riegeho v Praze byla poznamenána třenicemi mezi K. H. Frankem a Kurtem Daluegem, který byl jmenován zastupujícím říšským protektorem (tedy Heydrichovým nástupcem). Podle mínění K. H. Franka byl Paul Riege sice "dobrým policistou, ale velmi špatným politikem a politickým dítětem." Paul Riege spoluorganizoval (a jemu podřízenými členy pořádkové policie podpořil) razie organizované v souvislosti s atentátem na R. Heydricha. V září roku 1943 byl Paul Riege (v důsledku rozmíšek s K. H. Frankem) zbaven svého úřadu a nahrazen generálporučíkem policie Ernstem Hitzegradem. Před svým odchodem do starobního důchodu se Paul Riege zúčastnil (8. července 1943) v Praze-Kobylisích na Kobyliské střelnici veřejné popravy čtyř protektorátních českých četníků (jednalo se o následující policisty: Josef Bojas, František Famfulík, Jan Jirásek a František Rajmon).

### Po skončení druhé světové války

#### Žádný soud se nekonal
V červnu roku 1946 byl SS-Gruppenführer (a generálporučík policie) Paul Riege předán československým úřadům. V roce 1948 bylo trestní řízení proti němu zastaveno. Po skončení druhé světové války byl Paul Riege v roce 1947 několikrát vyslechnut během Norimberských procesů. Před Norimberským tribunálem pro vyšetřování válečných zločinů stanul ale jen jako svědek (viz jeho fotografie).

#### Další poválečné aktivity
Paul Riege žil v severním Dolním Sasku. V roce 1948 se stal předsedou technického výboru pro „policejní historii“ ve spolku sdružujícím policisty, kteří přišli o práci v důsledku věku, vyhnání či denacifikace. Vytvoření této komise expertů bylo pravděpodobně inspirováno bývalým vůdcem skupiny (SS-Gruppenführerem) a generálporučíkem pořádkové policie Adolfem von Bomhardem. Svým dílem - Malou policejní historií (Kleinen Polizei-Geschichten) - (publikovanou v letech 1954 - 1966 nejméně ve třech vydáních) se Paul Riege snažil vytvořit "očištěný obraz ochranné policie". Společně s Karl Lautenschlägerem koncipoval Paul Riege příručku: "Ochrana, pořádek, bezpečnost - Služební rady pro policejního důstojníka ulice" (vydalo vydavatelství Kameradschaft, Berlin 1942). Toto dílo se ocitlo po skončení druhé světové války v sovětské okupační zóně na seznamu zakázané literatury .